# Campynemataceae
Classification APG III (2009)
Famille
La famille des Campynemataceae est une petite famille de plantes monocotylédones. Elle comprend 2 à 4 espèces réparties en 2 genres.
Ce sont des plantes herbacées, pérennes, des régions tempérées, originaires de Tasmanie et de Nouvelle-Calédonie.

## Étymologie
Le nom vient du genre Campynema qui dérive du grec καμπνλός (kampylos) plié, courbé et νήμα (nema) fil en référence aux « filaments courbes des étamines ».
L'espèce Campynema lineare a été décrite par le botaniste Jacques Julien de La Billardière (1755-1834) et publié en 1804 dans Novae Hollandiae Plantarum Specimen (en).

## Classification
En classification classique de Cronquist (1981), cette famille n'existe pas et les genres sont classés parmi les Liliaceae.
Elle a été créée par la classification phylogénétique APG II (2003).

## Liste des genres
Selon NCBI (15 avr. 2010) :
- genre Campynema
  - Campynema lineare
- genre Campynemanthe
  - Campynemanthe viridiflora

Selon DELTA Angio (15 avr. 2010) :
- genre Campynema
- genre Campynemanthe